# Ulapes
Ulapes è una città dell'Argentina, appartenente alla provincia di La Rioja, situata nell'estremo sud della provincia.